# 夸德里·阿鲁纳
夸德里·阿鲁纳（Quadri Aruna，1988年8月9日—），奈及利亞乒乓球運動員。他代表尼日利亚參加2012伦敦奥运会、2016里约奥运会以及2020东京奥运会男子单打及团体比赛。
他在2014年世界杯上进入男子单打八强，世界排名随之上升至第30位，并获得国际乒联年度最佳球员的殊荣。同年他还带领尼日利亚队，获得2014年英联邦运动会男子乒乓球团体铜牌。
2022年，阿鲁纳以世界乒乓球职业大联盟个人积分榜世界第10的排名，成为在乒乓球运动上取得的最好成绩的非洲运动员。
阿鲁纳球风犀利，擅长正手重炮进攻。与同时期其他选手强调摆速和左右快攻的打法不同，阿鲁纳依靠良好的身体素质，正手攻球带有强烈的旋转，并在远台也能靠球速给对手造成压力。阿鲁纳于2020年从葡萄牙联赛转入德国乒乓球联盟，目前效力于德国TTC RhönSprudel Fulda-Maberzell乒乓球俱乐部。

## 职业生涯

### 2016年夏季奥林匹克
阿鲁纳以第27号种子入围在巴西里约热内卢举办的第31届夏季奥林匹克男子乒乓球单打比赛，第一局4:1击败斯洛伐克选手汪洋，接着以大比分4:0直落四击败当届第5号种子选手庄智渊。庄智渊在面对阿鲁纳时显得颇为被动，自己擅长的正手进攻也频频失误，连续四场吞败被淘汰。经此一战，阿鲁纳成为了2016年奥运会乒乓球比赛最大的一匹黑马。接下来一场，阿鲁纳大比分4:2击败世界名将德国选手波尔，进军四分之一决赛直面双圈大满贯的中国选手马龙。在面对马龙先进的两面弧圈快攻打法时，阿鲁纳被迫采取守势，最终大比分0:4被马龙淘汰。
虽然止步于第四轮比赛，但连续击败庄智渊、波尔两位世界级球员，已经为他赢得了球场上的喝彩。而且这也是非洲运动员在乒乓球奥运赛场上取得的最好成绩。
当届奥运会阿鲁纳还和队友塞贡·托里奥拉、博德·阿比顿代表尼日利亚队参加团体赛，但第一轮比赛就对上世界第一的中国队，三人大比分0:3未能晋级。

### 2017国际乒联非洲杯
阿鲁纳在2017年ITTF举办的非洲杯上，半决赛4:3击败埃及选手穆罕默德·巴利。决赛他又以4:3击败老对手，同时也是2015、16年连续两届的冠军奥玛·阿萨尔，捧回这届非洲杯的冠军奖杯。

### 2018国际乒联非洲杯
2018的非洲杯上，阿鲁纳在半决赛4:1击败埃及选手艾哈迈德·萨利赫晋级决赛。决赛上他再次对上老对手奥玛·阿萨尔。两人为争夺冠军奖杯展开激烈的相持，互不相让打满7场比赛后，阿鲁纳以大比分3:4惜败，屈居当年的亚军。

### 2019年尼日利亚公开赛：阿鲁纳蝉联男单冠军
2019年8月11日，阿鲁纳在尼日利亚公开赛 (Nigeria Open Table Tennis Championship) 中击败了奥地利选手罗伯特·加多斯 (Robert Gardos)，蝉联男单冠军。
阿鲁纳是本次比赛男单的一号种子，也是2019年国际乒乓球联合会 (ITTF) 挑战赛Plus尼日利亚公开赛的冠军。

## 重大赛事
- 2016里约奥运会
  - （4R）波尔 2:4 阿鲁纳（10:12，10:12，5:11，11:3，11:5，9:11）
  - （QF）马龙 4:0 阿鲁纳 （11:4，11:2，11:6，11:7）
- 2019年世界乒乓球锦标赛
  - （3R）樊振东 4:0 阿鲁纳（12:10，11:2，11:6，11:9）
- 2020国际乒联总决赛
  - （R16）阿鲁纳 0:4 许昕（10:12，8:11，6:11，5:11）
- 2021世界乒乓球职业大联盟总决赛
  - （R16）梁靖崑 1:3 阿鲁纳（11-7，1-11，12-14，5-11）